# Metylovice
Metylovice (in tedesco Mettilowitz) è un comune della Repubblica Ceca facente parte del distretto di Frýdek-Místek, nella regione della Moravia-Slesia.